# آدریان بیجان

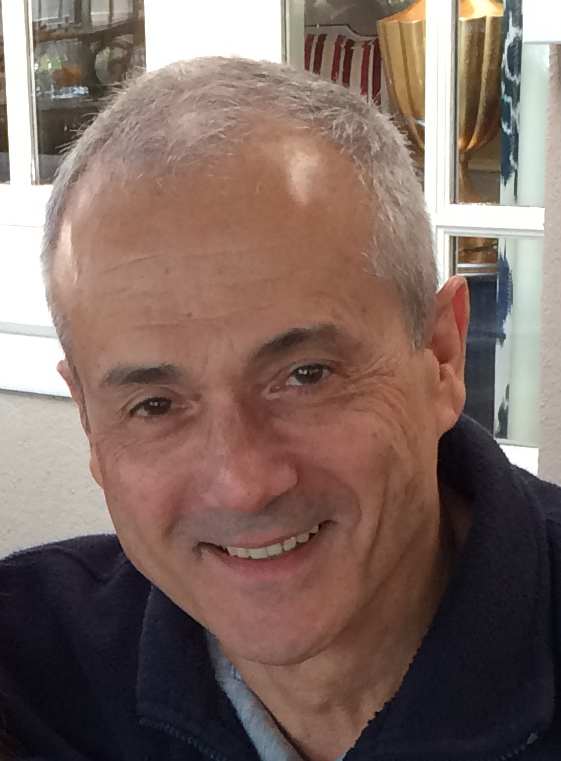
آدریان بیجان - ۲۰۱۷

آدریان بیجان(به انگلیسی: Adrian Bejan) مهندس مکانیک آمریکایی و از اساتید دانشکده مکانیک دانشگاه دوک است. وی اصلیتی رومانیایی دارد و در شهر گلس متولد شده است. وی تحصیلات آکادمیک خود را در دانشگاه MIT آمریکا گذراند.